# Carlo Andrea Pozzo di Borgo

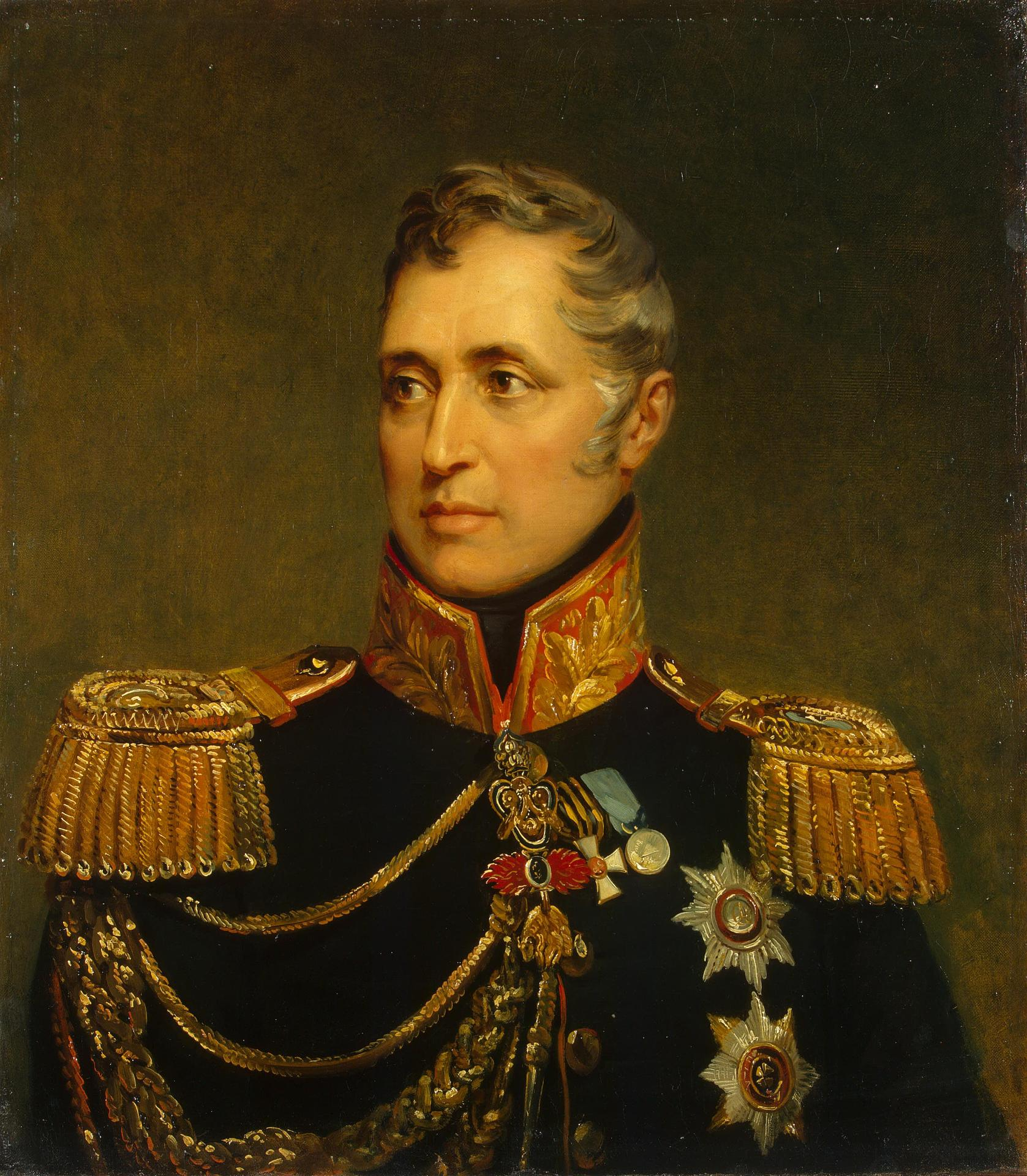
Retrato de Pozzo di Borgo, por George Dawe (ca. 1825), San Petersburgo, Galería militar del Palacio de Invierno.

Carlo Andrea, conde Pozzo di Borgo (Alata, cerca de Ajaccio, 8 de marzo de 1764 – París, 15 de febrero de 1842) fue un político francés que llegaría a ser diplomático de Rusia.

## Biografía
Nacido en el seno de una familia de la pequeña nobleza de Córcega, cuatro años antes de que la isla se convirtiera en posesión francesa; Pozzo Di Borgo se educó en Pisa y en su juventud tuvo estrecho contacto con Napoleón y José Bonaparte, siendo sus familias aliados políticos para ese momento. Pozzo fue uno de los dos delegados corsos enviados a la Asamblea Nacional en París para solicitar la incorporación de la isla a Francia y posteriormente, fue uno de los diputados de la isla a la Asamblea Legislativa, sentándose en el ala derecha, hasta los eventos de agosto de 1792.

## Ruptura con los Bonaparte
A su regreso a Córcega fue calurosamente recibido por Pasquale Paoli, pero encontró la oposición de los hermanos Bonaparte, quienes pertenecían a otro clan, que no era de su agrado, pues se inclinaba hacia el partido de los jacobinos. Bajo la nueva Constitución, Pozzo fue nombrado jefe del gobierno civil de la isla, mientras Paoli comandaba el ejército. De acuerdo con éste, Pozzo incumplió los llamados de la Convención, lo que provocó la ruptura abierta con los Bonaparte, quienes apoyaban activamente a las autoridades revolucionarias. Eventualmente, Paoli y Pozzo recibieron ayuda externa y, de 1794 a 1796, durante el protectorado inglés sobre Córcega, Pozzo fue Presidente del Consejo de Estado, bajo el gobierno de sir Gilbert Elliott.
Cuando Napoleón ocupó Córcega, Pozzo fue excluido de la amnistía general y se refugió en Roma, pero las autoridades francesas solicitaron su expulsión y ordenaron su arresto en el norte de Italia. Luego de una corta estadía en Londres, Pozzo acompañó a sir Gilbert Elliot-Murray-Kynynmond, ahora primer Conde de Minto, a una embajada en Viena, donde vivió por seis años y fue bien recibido en los círculos políticos. Su enemistad con Napoleón duraría toda su vida y sería reconocido por éste como un peligroso enemigo en el exilio.

## Al servicio de Rusia
En 1804, gracias a la influencia del príncipe Adam Jerzy Czartoryski, ingresó en el servicio diplomático de Rusia, siendo empleado como comisionado en 1805 ante la armada anglo-napolitana y en 1806 en el ejército prusiano. En 1807 se le confió una importante misión en Constantinopla, pero el Tratado de Tilsit, concluido en julio de ese año y que selló la alianza entre el Zar Alejandro I de Rusia y el Emperador Napoleón I de Francia, interrumpió este propósito, siendo necesario un retiro temporal antes de la conclusión de sus gestiones ante la Sublime Puerta.
Mientras tanto, Pozzo regresó a Viena, pero debido a la solicitud de Napoleón para su extradición, Metternich le pidió que abandonase la capital. En Londres, donde se encontraba fuera del alcance de Napoleón, renovó viejos lazos, manteniéndose allí hasta 1812, al ser llamado nuevamente por el Zar Alejandro. Luego trabajó diligentemente para sembrar la discordia entre los aliados de Bonaparte y en una misión a Suecia, obtuvo la cooperación de Bernadotte contra Napoleón.

## Actividad durante la Restauración y los Cien Días
Tras la derrota de Napoleón en la Batalla de Leipzig y con la consiguiente entrada de los aliados en París a principios de 1814, Pozzo di Borgo fue nombrado comisario general del gobierno provisional. Durante la Restauración Francesa, se convirtió en Embajador de Rusia ante las Tullerías y buscó asegurar el matrimonio entre Carlos Fernando, Duque de Berry, y la Gran Duquesa Ana Pávlovna Románova, hermana menor de Alejandro I.
Pozzo asistió al Congreso de Viena y, durante los Cien Días se unió a Luis XVIII en Bélgica, donde se le instruyó para discutir la situación con el Duque de Wellington. El Zar tenía la pretensión de consultar al pueblo francés respecto al futuro gobierno de Francia, de acuerdo a sus vagas tendencias liberales de entonces. Sin embargo, las sugerencias de Pozzo en ese sentido encontraron una violenta oposición: el Duque se negaba a hacer concesiones a lo que consideraba como una rebelión. Por otra parte, su apego a la dinastía de Borbón fue considerado excesivo en San Petersburgo.

## Misiones posnapoleónicas
Durante los años siguientes, Pozzo trabajó incansablemente para aligerar las cargas impuestas a Francia por los aliados y abreviar el período de la ocupación extranjera. El hecho de que sus simpatías en Francia eran ampliamente reconocidas queda demostrado por la sugerencia de que debía entrar al servicio de ese país, en la cartera de Asuntos Extranjeros. Apoyó continuamente al partido moderado en la corte y permaneció allí durante el ministerio del Duque de Richelieu, lo que provocó la desconfianza y la antipatía de Metternich, quien lo responsabilizó del resurgimiento de la agitación liberal en Francia. Su influencia en las Tullerías declinó con el ascenso al trono de Carlos X, cuyas tendencias reaccionarias siempre le disgustaron, pero en la Revolución de 1830, cuando el zar Nicolás I estaba reacio a reconocer a Luis Felipe, Pozzo Di Borgo hizo todo lo posible para evitar dificultades con Rusia.
En 1832 visitó San Petersburgo. Al año siguiente, se encontraba en Londres renovando sus relaciones con el Duque de Wellington y a principios de 1835 fue repentinamente transferido a la embajada en Londres para suceder al Príncipe Christoph Heinrich Von Lieber, quien había sido representante de Rusia ante la corte de Saint James durante 22 años, desde 1812. Pozzo era consciente de que este cambio se debía a las sospechas albergadas durante largo tiempo en diversos sectores de la corte de San Petersburgo de que su diplomacia era demasiado favorable a los intereses franceses. En Londres su salud se vio afectada, retirándose del servicio en 1839 para pasar sus últimos días en París. En 1818 se le otorgó el título de conde y fue nombrado par de Francia.

## Curiosidades
John Maynard Keynes fue apodado "Pozzo" por sus amigos de la Universidad, en referencia a este personaje, debido a sus métodos maquiavélicos.